# Furipterus horrens
Furipterus horrens là một loài động vật có vú trong họ Furipteridae, bộ Dơi. Loài này được F. Cuvier mô tả năm 1828.

## Hình ảnh

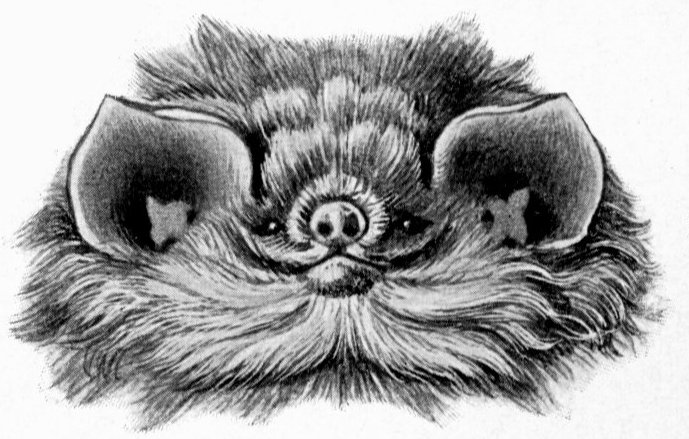
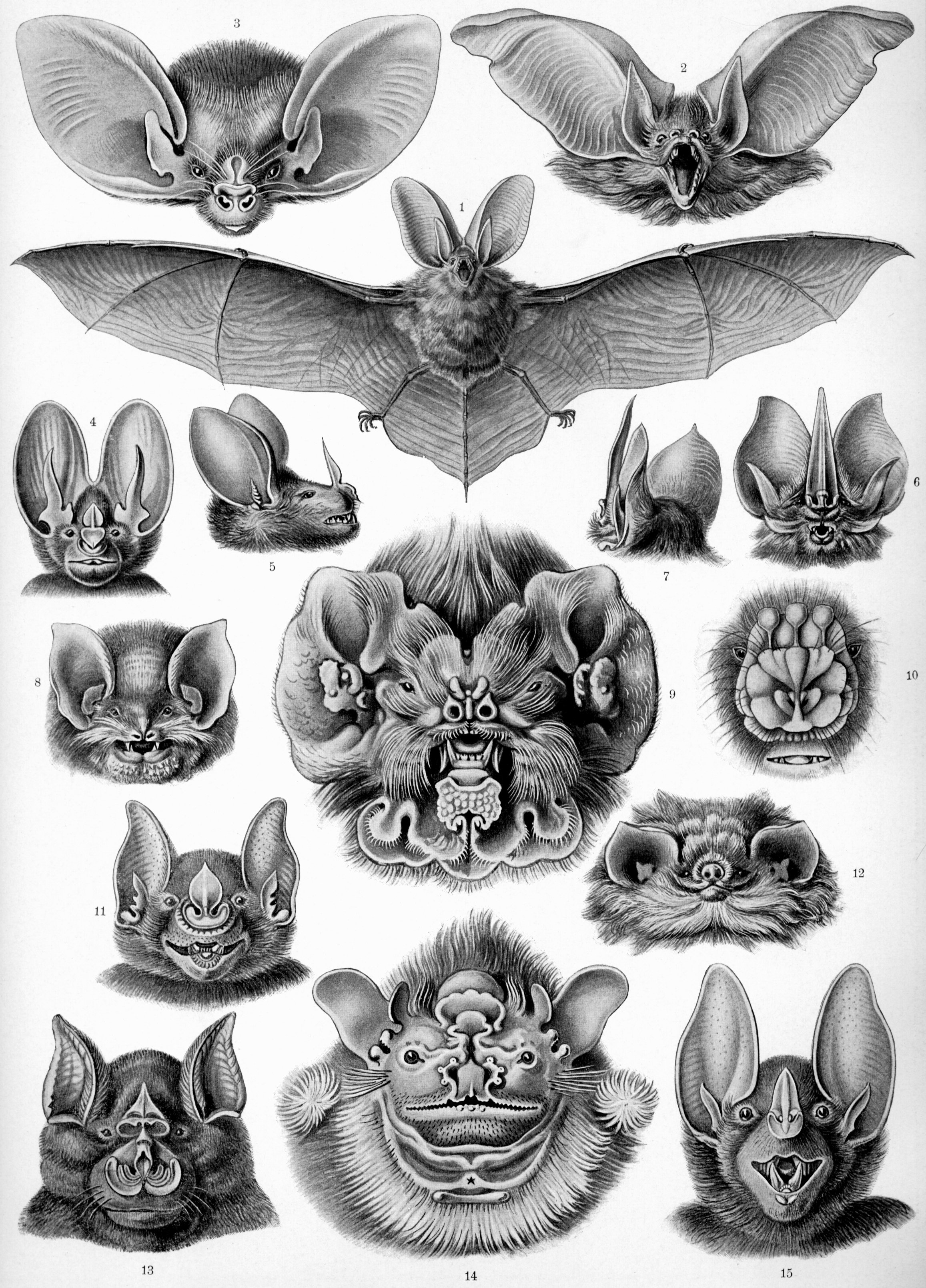